# ميل بيمبل
ميل بيمبل هى متزلجة جبال الألب وراكبة دراجات كندية. فازت بميداليات ذهبية في سباق أومنيوم C3 وسباق الصفر C3 في بطولة العالم لركوب الدراجات لذوي الاحتياجات الخاصة لعام 2022. فازت بميداليتين في سباق الدراجات الهوائية في دورة ألعاب بارابان الأمريكية 2023.

## النشأة والتعليم
ولدت بيمبل في لانكشاير بإنجلترا وهي تعاني من شلل دماغي يؤثر على جانبها الأيمن. اعتقد والداها أنه سيكون من الجيد لها ممارسة رياضة تساعدها على تحقيق التوازن والتنسيق. انتقلت إلى فيكتوريا، كولومبيا البريطانية في سن التاسعة مع والديها. لقد التويت ركبتها بعد درس مبكر في التزلج في فرنسا، لكنها عادت إلى التزلج على الجليد مرة أخرى بعد انتقالها إلى كندا.
تخرجت بيمبل من المدرسة الرياضية الكندية في فيكتوريا.

## حياة مهنية

### التزلج على الجليد
في دورة الألعاب الشتوية في كندا 2015، فازت بيمبل بسباق التعرج العملاق للسيدات. كما فازت بالميدالية الفضية في سباق التعرج للتزلج على جبال الألب في الألعاب.
تنافس بيمبل في دورة الألعاب البارالمبية الشتوية 2018 كأصغر متزلجة كندية في الألعاب. لقد احتلت المركز الحادي عشر في سباق التعرج العملاق للسيدات، وسباق السوبر جي للسيدات، والتاسع في سباق الانحدار للسيدات والسوبر المشترك للسيدات. لم تنته في سباق التعرج للسيدات.
شاركت في بطولة العالم للتزلج على جبال الألب 2019. اتخذت بيمبل قرارًا بإنهاء مسيرتها المهنية في التزلج على الجليد في عام 2020.

### ركوب الدراجات لذوي الاحتياجات الخاصة
عندما كانت في الرابعة عشرة من عمرها، حدد برنامج بحث المنصة التابع لمعهد الرياضة الكندي في المحيط الهادئ رياضة ركوب الدراجات لذوي الاحتياجات الخاصة. تنافست على مستوى المقاطعات واستخدمت هذه الرياضة كتدريب متقاطع للتزلج. دربت من قبل كيرت إينيس، الذي دربها لاحقًا عند عودتها إلى الرياضة في عام 2020 بعد انقطاع عن الرياضة لمدة خمس سنوات.
لقد ظهرت لأول مرة عالميًا في منافسة ركوب الدراجات لذوي الاحتياجات الخاصة في بطولة العالم لركوب الدراجات لذوي الاحتياجات الخاصة لعام 2022، والتي فازت فيها بميدالية ذهبية في سباق الأومنيوم والخدش. لقد سجلت رقمًا قياسيًا عالميًا لركوب الدراجات الهوائية في سباق 200 متر بدون ميدالية في عام 2022. كما احتلت المركز الثالث في سباق 500 متر وقت والرابعة في سباق المطاردة الفردي لمسافة أربعة كيلومترات.
في بطولة العالم لركوب الدراجات لذوي الاحتياجات الخاصة لعام 2023، فازت بيمبل بالميدالية الذهبية في أومنيوم، وميدالية برونزية في حدث اختبار الوقت، وميدالية فضية في سباق الخدش C3 للسيدات.
تنافس بيمبل في دورة ألعاب بارابان الأمريكية 2023 في سانتياغو، تشيلي. فازت بالميدالية الذهبية في سباق المطاردة الفردي C1-3 مسافة 3000 متر للسيدات. لقد احتلت المركز الرابع في سباق الطريق الفردي للسيدات C1-3 والسابع في تجربة وقت الطريق الفردي للسيدات C1-5.